# Turing Tumble
Turing Tumble ist ein Spiel, das in die Funktion logischer Gatter wie Flipflops einführt und eine Programmierung einfacher, mechanischer Rechenvorgänge erlaubt.

## Beschreibung

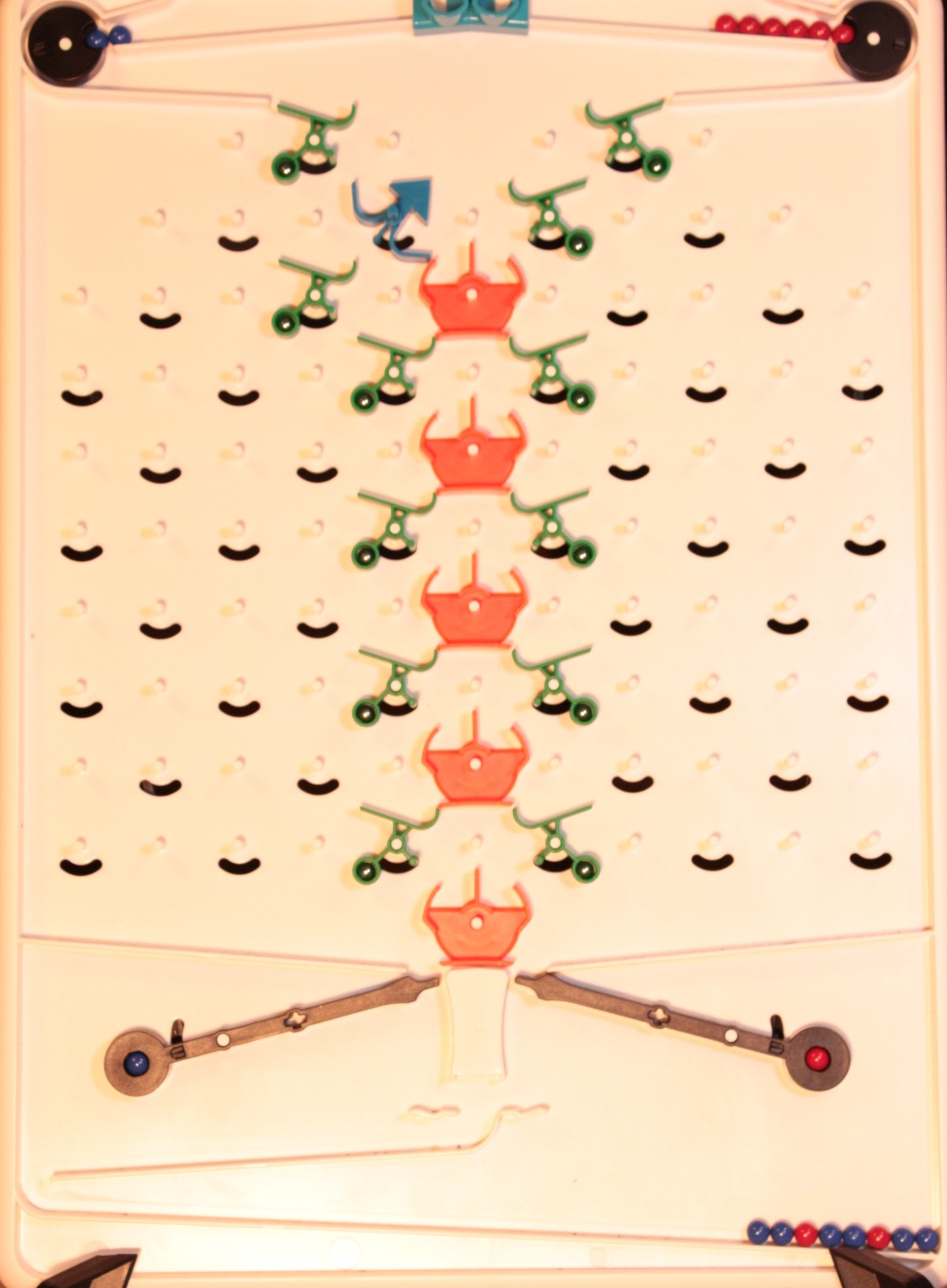
Generiert mit dem gesteckten Programm in der Auffangrinne für die Kugeln ein Muster 2 × blau und 1 × rot

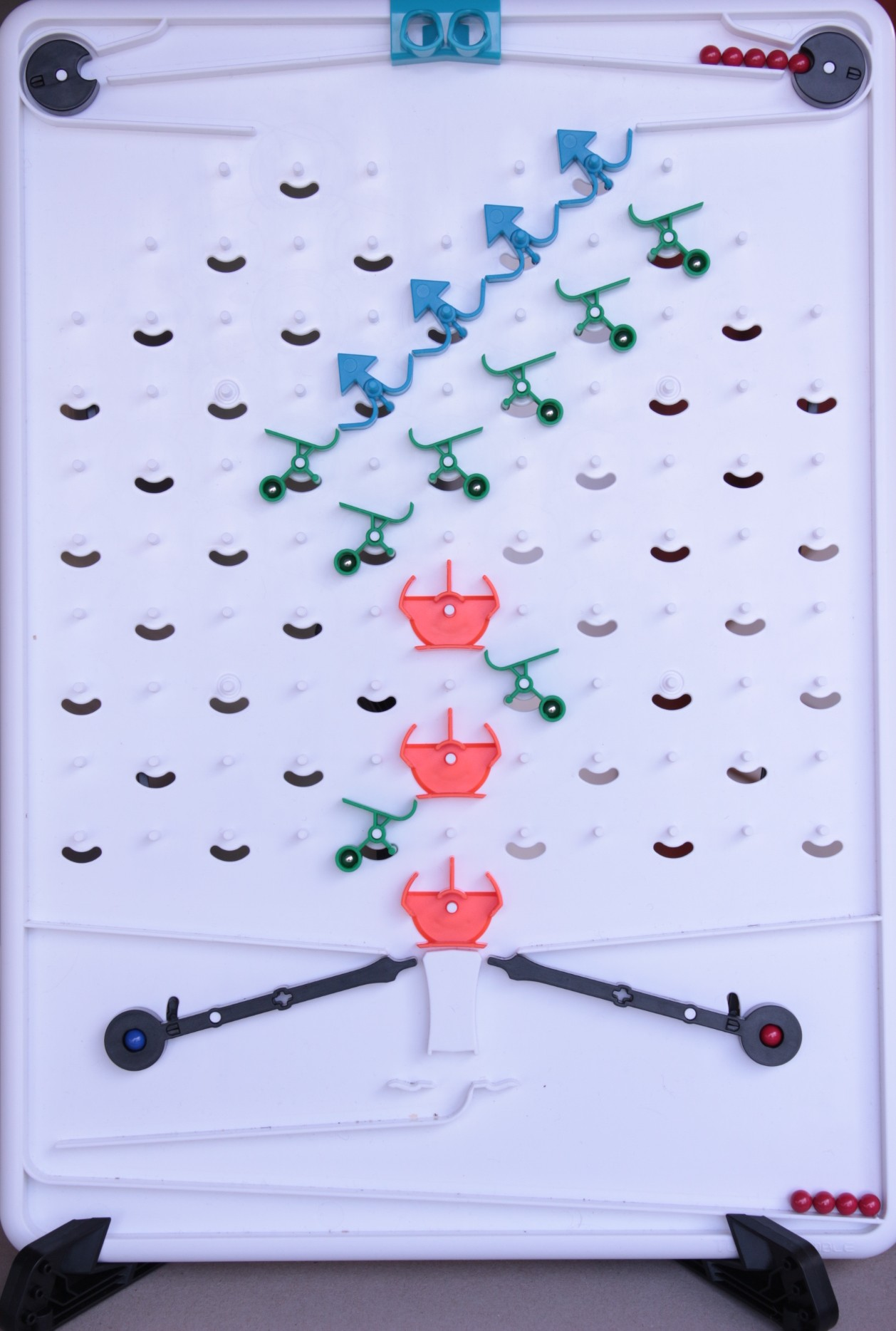
Spielbrett programmiert mit einem 4 Bit Zähler

Auf einem nahezu senkrecht aufgestelltem Spielbrett werden fallende Kugeln durch Steckbausteine geführt. Hierbei können einzelne Bausteine zwischen zwei Position wechseln (Bits), wodurch der Pfad für eine nachfolgende Kugel verändert wird. Es ist immer nur eine Kugel unterwegs. Die Kugeln werden aus einem der zwei oben liegenden Kugelreservoirs links für blaue Kugeln, rechts für rote Kugeln durch je einen Hebel am unteren Rand des Spielbretts ausgelöst. Der linke Hebel löst eine Kugel vom linken Reservoir der rechte Hebel vom rechten Reservoir aus. Einer der Hebel wird zu Anfang manuell ausgelöst. Der jeweils gerade eingestellte Pfad führt die fallende Kugel dann zu einem der beiden Hebel, der dann automatisch die nächste Kugel aus dem zugeordneten Reservoir auslöst. Der Vorgang wird beendet, wenn entweder das Reservoir, das die nächste Kugel liefern soll, leer ist oder wenn die Kugel in einen Auffangbaustein geführt wird und damit keine neue Kugel auslösen kann.
Ziel des Spiels kann es sein, ein vorgegebenes Muster aus blauen und roten Kugeln in der Auffangrinne am unteren Spielrand zu erzeugen oder bestimmte Konstellationen der ihre Position ändernden Bausteine zu erreichen. Dabei können diese Bausteine mit zwei Positionen als Bits interpretiert werden und daher Speicher oder Zähler darstellen.
Die Kugeln bewegen sich immer von einem Baustein zum anderen jeweils entweder abwärts nach links oder abwärts nach rechts.
Der Bausteinsatz besteht aus:
- Kugelführungen: Lenkung der Kugel in eine bestimmte Richtung (Fallziele in Grün), Pfade kreuzen (Kreuzung in Orange) d. h. eine Kugel von links wird nach rechts gelenkt und umgekehrt.
- Bits (blau) mit zwei Zuständen (Stellungen), in denen sie je nach Zustand die Kugel in die eine oder andere Richtung lenken und dabei ihren Zustand wechseln. Ferner gibt es verbundene Bits (Zahnradbits in Lila und rote Zahnräder), bei denen die Zustandsänderung eines Bits zur Zustandsänderung anderer über Zahnräder verbundener Bits führt, womit sich u. a. persistente Zustände und zerstörungsfreies Auslesen realisieren lassen.
- Auffang-Baustein (Fänger in Schwarz), der eine Kugel auffängt und damit den Ablauf stoppt.[1]

Der 4 Bit Zähler zählt die Kugeln im Kugelreservoir

Realisierung der Schreib-Lesefunktion: Der untere Verbund von Zahnradbits übernimmt die Einstellung des oberen Verbunds. Die zweite Kugel bewirkt keine Veränderung, da die Stellungen schon übereinstimmen.

Mit diesen Komponenten lassen sich komplexe Abläufe erstellen und damit etwa digitale Zähler nachbilden, aber auch Operationen wie etwa Additionen oder Vergleiche. Es handelt sich hier um einen mechanischen Computer.

## Entstehung
Paul und Alyssa Boswell entwickelten das Spiel 2015–2017. Ein ähnliche Idee wurde schon 1965 entwickelt und hieß Digi-Comp II.

## Pädagogischer Einsatz
Im Netz finden sich verschiedene Pädagogische Hochschulen und Schulen, die Vorschläge für den Einsatz im Unterricht machen oder das Spiel konkret einsetzen. Bei der Pädagogische Hochschule Niederösterreich heißt es

„Turing Tumble lehrt eine Reihe von Konzepten und Fähigkeiten, die für Computer, Programmierung und digitale Elektronik grundlegend sind. Die Konzepte umfassen Logikgatter, Wahrheitstabellen, Bedingungen und binäre Operationen sowie den Entwurf digitaler Schaltungen.“

Die Technische Universität Berlin sieht den Einsatz in den Klassenstufen 5–10 und hat hier auch ein Programm zusammengestellt.

## Wissenschaftlicher Hintergrund
Der Name des Spiels leitet sich von Alan Turing ab. Es konnte nachgewiesen werden, dass unter Annahme eines unendlich vergrößerbaren Spielbretts das Konzept P-vollständig oder auch Turing-vollständig ist und damit eine Turingmaschine emulieren kann. Wesentliche Voraussetzung für die Turingmächtigkeit ist die Realisierung eines Schreib-Lesespeichers. Dieser kann durch die Zahnradbits realisiert werden.

## Rezeption
2018 wurde das Spiel als das „Best overall STEM Toy“ ausgezeichnet. STEM ist der englische Begriff für MINT.
Auch eine weitere Rezension ordnet das Spiel in den Bereich STEM ein, vor allem für die Themen Programmierung und Wirkungsweise von Computern.